# 馮容潔
馮容潔（1995年10月12日—），台灣女演員。2019年客串演出東森戲劇台《男神時代》，2021年演出公視年度時代劇 《茶金》，飾演「鍾順枝」小角色而正式出道，
同年底演出TVBS歡樂台八點檔校園電視劇《機智校園生活》，飾演「葉芳鈴」而嶄露頭角。

## 演出作品

### 電視劇／網路劇
| 年份   | 頻道                | 劇名                    | 飾演        |
| 2019年 | 東森戲劇台、台視    | 男神時代                | 允杰女友    |
| 2021年 | 公視                | 茶金                    | 鍾順枝      |
| 2021年 | TVBS歡樂台          | 機智校園生活            | 葉芳鈴      |
| 2022年 | TVBS歡樂台          | 機智校園生活-青春萬歲   | 葉芳鈴      |
| 2022年 | TVBS歡樂台          | 機智校園生活-必勝高三生 | 葉芳鈴      |
| 2022年 | TVBS歡樂台          | 機智校園生活-青春向前衝 | 葉芳鈴      |
| 2023年 | LINE TV、TVBS歡樂台 | 機智職場生活            | 葉芳鈴      |
| 2024年 | 中視、三立都會台    | 幸福房屋事件簿          | 蕭小姐/胞妹 |

### 主持節目
| 年份   | 頻道                | 節目名稱                 | 合作藝人 |
| ------ | ------------------- | ------------------------ | -------- |
| 2023年 | Beanfun YouTube頻道 | 容底家爆爆               | 曹家齊   |
| 2023年 | NOWNEWS YouTube頻道 | 容潔家齊爆一下           | 曹家齊   |
| 2023年 | hidol YouTube頻道   | beanfun!未來少女直播排行 |          |
| 2024年 | hidol YouTube頻道   | 容潔寶賤爆一下           | 寶賤     |

## 音樂作品
| 年份   | 歌曲名稱              | 歌手   | 飾演   | 導演   | 備註 |
| 2021年 | 《讓我靠著 / 分涯凴》 | 徐世慧 | 女主角 | 莊皓任 |      |
| 2024年 | 《你沒懂》            | 何美   | 女主角 | 何美   |      |

### 單曲
| 年份   | 歌名    | 備註 |
| 2022年 | WAKE UP | 《機智校園生活》主題曲 與鍾岳軒、林輝瑝、黃柏峰、王新凱、鄭豐毅、李星鏴、鄭芯恩、陳彥廷、賴雅琪、孔令元、楊翹碩合唱。 |

## 備註
1. ↑  遊戲橘子集團旗下公司

## 外部連結
- 馮容潔的Facebook專頁
- 馮容潔的Instagram帳戶
- https://youtube.com/@user-fm8co5pz3y （页面存档备份，存于）